# Magnus Carlsson
Magnus Carlsson (Borås, 24 juni 1974) is een Zweedse zanger en een voormalig lid van de Zweedse band Alcazar.

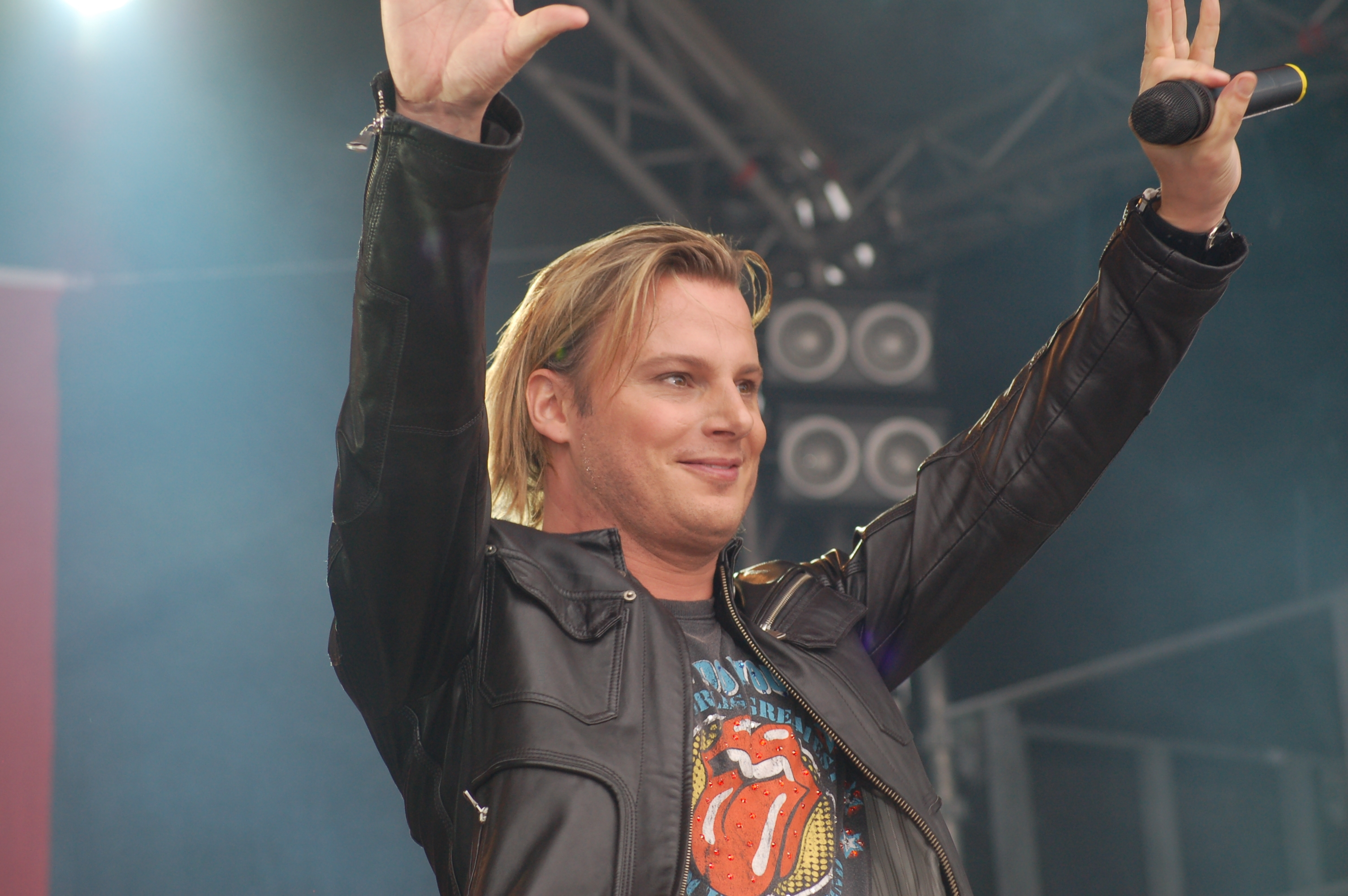
Magnus Carlsson

Zijn carrière begon in de groep Barbados dat redelijk succes kende in Zweden in het begin van de jaren 2000. Hij verlaat de groep in 2002 en op 13 december 2002 kondigt hij aan dat hij deel uitmaakt van een andere groep Alcazar. Hij komt er als vierde zanger bij zodat de groep bestaat uit twee mannen en twee vrouwen. Met deze groep kent hij ook (internationaal) succes.
Hij heeft Alcazar verlaten voor het nastreven van een solocarrière.
Hij heeft ook meerdere malen deelgenomen aan Melodifestivalen, de Zweedse preselecties van het Eurovisiesongfestival.